# Chiesa di San Giovanni Evangelista (Portogruaro)
La chiesa di San Giovanni Evangelista è una chiesa di Portogruaro, annessa all'ex ospedale civile.

## Storia
La chiesa di San Giovanni Evangelista (conosciuta semplicemente come "San Giovanni") venne eretta nel 1338 e ampliata nel 1446. Nei pressi della chiesa venne benedetto, il 29 giugno 1348, un nuovo camposanto. Nel 1742 fu costruita la cappella dell'Addolorata e i lavori continuarono, ingrandendo e adornando la chiesa, fino al 1748. Nel 1926-27, per allargare il vicolo che costeggia l'edificio, vennero demolite le cappelle laterali; per riportare la chiesa al suo aspetto originario venne demolito il soffitto (riscoprendo la travatura in legno di pino, finemente decorata), si scrostarono le pareti, ritornarono alla luce gli affreschi, venne abbattuta la cantoria sopra la porta d'ingresso e l'organo spostato dietro all'altare.

## Descrizione

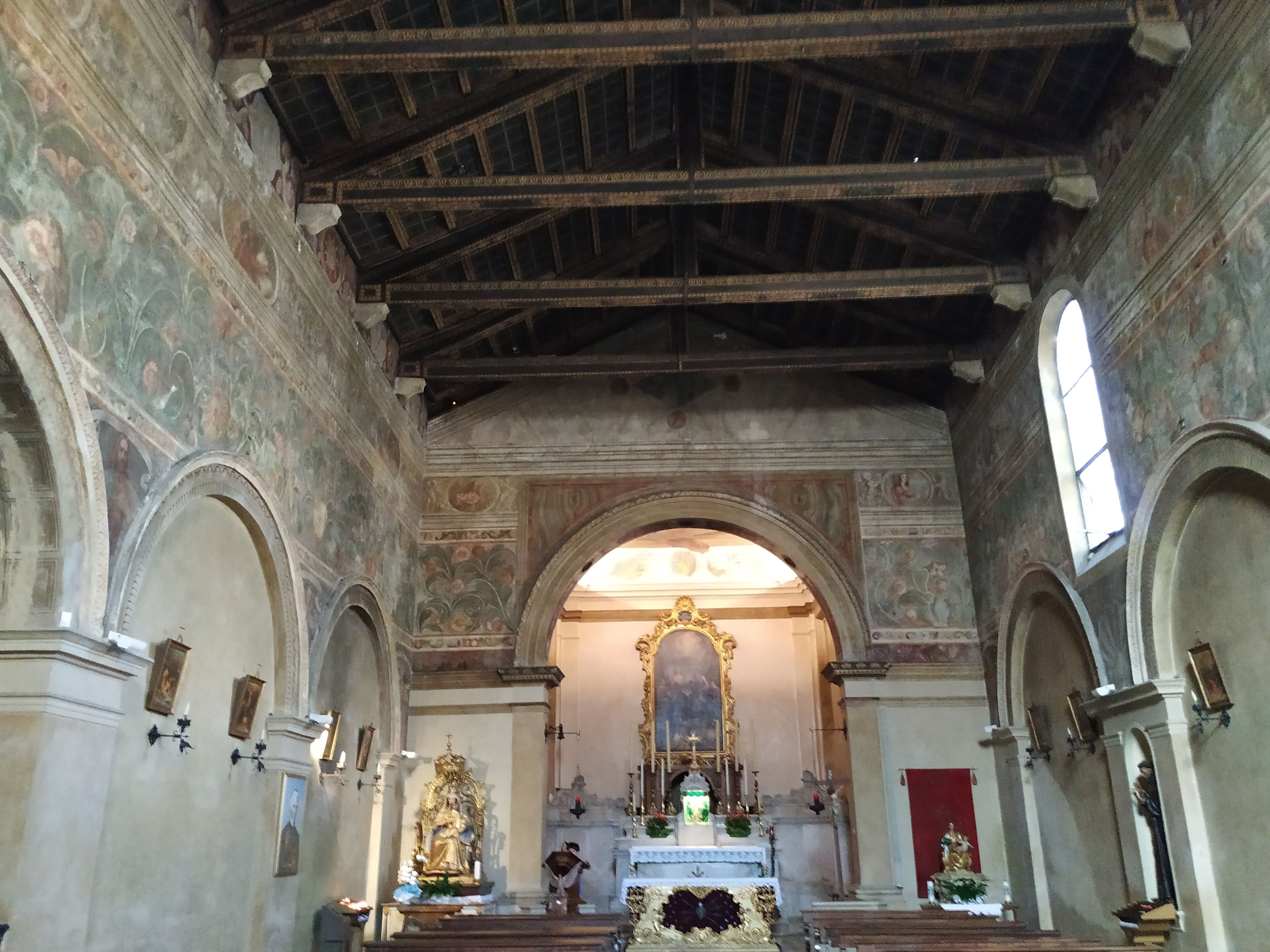
Navata della chiesa di San Giovanni Evangelista

### Esterno
La facciata della chiesa e le fiancate sono di mattone a faccia vista. La facciata della cappella dell'Addolorata è intonacata di colore giallo sporco. Il portale è sormontato da un timpano e sovrastato da una finestra a oculo; si affaccia sull'antico borgo di San Giovanni. Prima del 1921 a lato del rosone sulla facciata, si aprivano due finestre ora murate.

### Interno

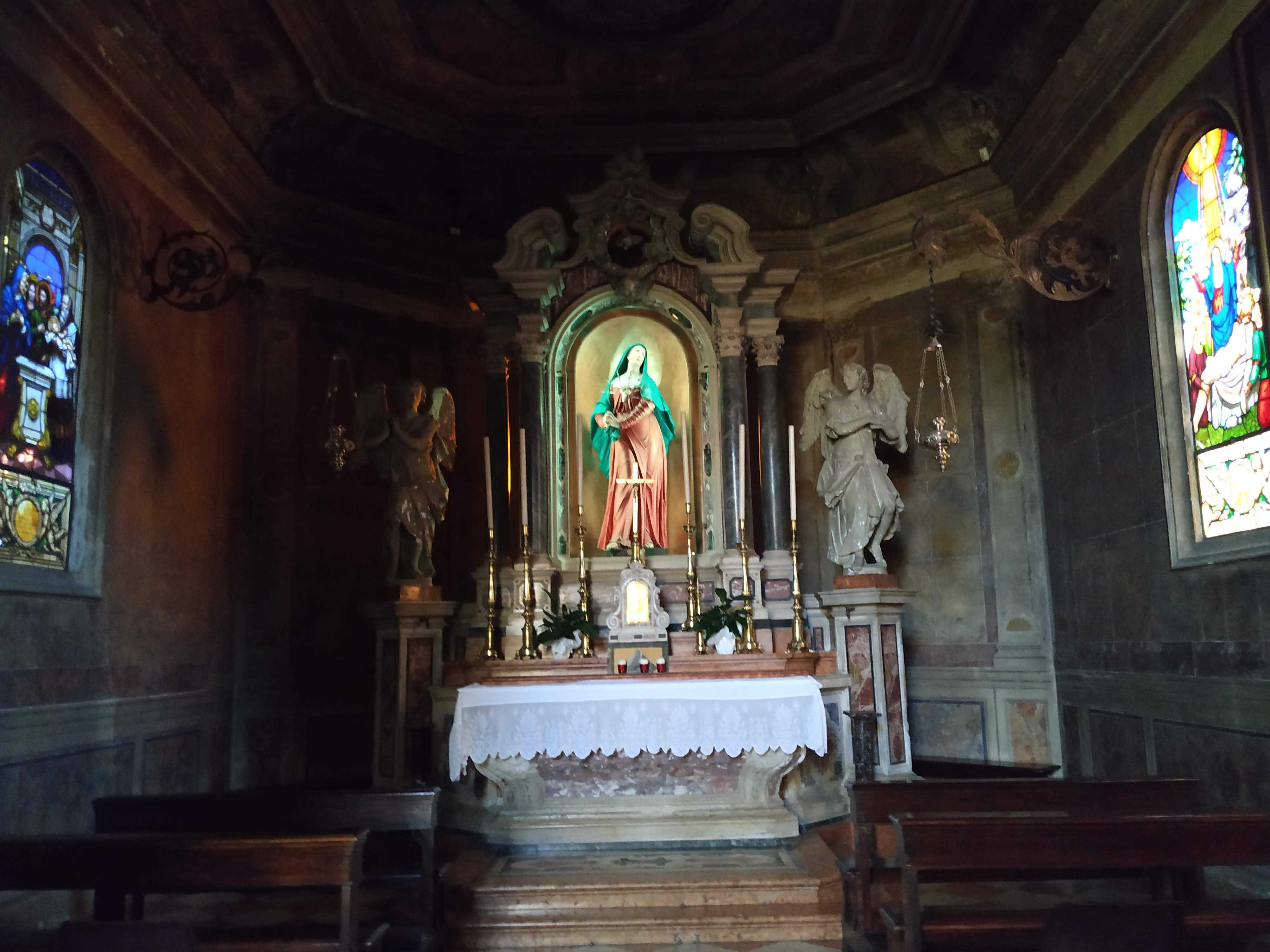
Cappella dell'Addolorata

San Giovanni si innalza su fondamenta quasi inesistenti, l'interno è a navata unica e sulla fiancata a nord si apre la cappella dell'Addolorata: costruita per volere di un padre servita, all'epoca (1748) priore della chiesa; ha un altare in stile barocco che conserva una statua della Madonna Addolorata, risalente all'XVIII secolo. Lungo la fiancata sud, invece, sono state ricavate, nelle colonne, delle nicchie, con all'interno delle statue di santi: la Madonna del latte (in pietra), Sant' Antonio e San Francesco (in legno).
Un arco separa la navata dal presbiterio. Esso è caratterizzato dalla pala posizionata dietro all'altare maggiore: venne realizzata da Leandro da Ponte e risale alla fine del secolo XVI; rappresenta i Santi Giovanni Evangelista, Giovanni Battista, Stefano, Lorenzo, Domenico e Tommaso d'Aquino, sovrastati da un coro di angeli. Come attesta il cornicione dorato che racchiude la pala, questa venne restaurata nel 1863. Il soffitto del presbiterio è decorato con un affresco, risalente al 1742 c.a. e opera di Andrea Urbani: rappresenta alcuni angeli che sostengono e circondano una particola che irradia fasci di luce.

### Campanile e campane
Il campanile risale all'epoca della costruzione della chiesa seppur diverso dalla forma attuale; lo si nota anche nella pala di San Rocco, conservata nel duomo di Portogruaro, che mostra il panorama di Portogruaro del MDCXXXI. L'attuale torre campanaria è alta 20,30 metri e si caratterizza per la cupoletta, che lo rende simile al campanile del castello di Udine. All'interno della cella campanaria sono presenti 3 campane, intonate in Si bemolle 3, rifuse dopo la requisizione bellica che le vide coinvolte nel 1918 (come tutte quelle di Portogruaro). Tutti e tre i bronzi riportano scritto: "Me fregit furor hostis - at hostis ab aere revixi - italiam clara voce deumque canens" (il furore del nemico ci ha infrante, ma noi siamo ritornate a vita dal bronzo fuso dai cannoni, per cantare con voce squillante l'Italia e Dio). Vennero benedette dal Vescovo di Concordia. Le due campane maggiori vennero fuse nel 1920, mentre la minore nel 1922. La fonderia, ricordata anch'essa tra le iscrizioni, è la "Daciano Colbachini e figli, fonditori in Padova". Vennero elettrificate nel 1964 dalla ditta Alfonso Clocchiatti di Colugna (Udine).